# La Lettre (nouvelle)
Pour les articles homonymes, voir La Lettre.
La Lettre est une nouvelle d'Anton Tchekhov, parue en 1887.

## Historique
La Lettre est initialement publiée dans la revue russe Temps nouveaux, numéro 3998, en 1887.

## Résumé
Orlov, le doyen de la paroisse, reçoit chez lui à une heure tardive le père Anastase, un prêtre déchu. Fatigué, il espère que son visiteur parte rapidement, mais ce dernier s'attarde. Arrive le diacre Lioubimov, qui lui raconte la vie de débauche de son fils (il vit avec une femme mariée). Le doyen conseille d’écrire une lettre au fils et, devant les hésitations du père, il lui dicte une lettre pleine de reproches.
Anastase accompagne Lioubimov chez lui et lui conseille d’adoucir la lettre ; il rajoute un post-scriptum qui la dénature. 

## Édition française
- La Lettre, traduit par Édouard Parayre, Gallimard, Bibliothèque de la Pléiade, 1970  (ISBN 2-07-010550-4)